# Blauen BL
| BL ist das Kürzel für den Kanton Basel-Landschaft in der Schweiz. Es wird verwendet, um Verwechslungen mit anderen Einträgen des Namens Blauen zu vermeiden. |

Blauen (schweizerdeutsch: Blaue) ist eine politische Gemeinde im Bezirk Laufen des Kantons Basel-Landschaft in der Schweiz.

## Geographie

Luftbild von Werner Friedli (1950)

Die Gemeinde Blauen liegt auf einer Terrasse am Südhang des Hügelzuges Blauen (837 m). Nachbargemeinden sind Dittingen, Zwingen, Nenzlingen, Pfeffingen BL, Ettingen (alle Kanton Basel-Landschaft) und die zwei Solothurner Gemeinden Hofstetten-Flüh und Metzerlen. Das Gemeindegebiet ist 712 Hektaren gross, davon sind 34 % Landwirtschaftsflächen, 61 % Wald und 6 % Siedlungen.

## Geschichte
Schon zur römischen Zeit gab es eine Fahrstrasse, die das Birstal via Blattenpass in der Nähe des heutigen Dorfes mit Basel verband. Als Blakwan wurde das Dorf im Jahr 1147 erstmals erwähnt. 1408 waren die Herren von Rotberg und Ramstein Besitzer des Ortes. 1462 kam Blauen als Teil der Vogtei Zwingen unter die Herrschaft des Basler Fürstbischofs. 1490 kam Blauen in das Burgrecht mit Solothurn, und 1525 kam das Dorf ins Burgrecht mit der Stadt Basel. 1792–93 wurde Blauen Teil der Raurakischen Republik, ab 1793 sah es die Franzosen als Besetzer, und 1815 wurde es durch Entscheid des Wiener Kongresses eidgenössisch und dem Kanton Bern zugeschlagen. Sowohl 1983 als auch 1989 befürwortete Blauen den Kantonswechsel des Laufentals. 1994 erfolgte der Wechsel vom Kanton Bern zum Kanton Basel-Landschaft.

## Wappen
Ein goldenes Schild mit schwarzem Querbalken ist das Wappen der Herren von Rotberg. Der darüberliegende schwarze, fünfzackige Stern kam später dazu.

## Bevölkerung
45,3 % der Bevölkerung sind römisch-katholisch, 10,6 % evangelisch-reformiert, der Rest wird von anderen Konfessionen ausgemacht oder ist der Statistik nicht bekannt. Der Ausländeranteil beträgt 11,6 % (Stand 31. Dezember 2024).
| Bevölkerungsentwicklung | Bevölkerungsentwicklung | Bevölkerungsentwicklung | Bevölkerungsentwicklung | Bevölkerungsentwicklung | Bevölkerungsentwicklung | Bevölkerungsentwicklung | Bevölkerungsentwicklung | Bevölkerungsentwicklung | Bevölkerungsentwicklung |
| ----------------------- | ----------------------- | ----------------------- | ----------------------- | ----------------------- | ----------------------- | ----------------------- | ----------------------- | ----------------------- | ----------------------- |
| Jahr                    | 1771                    | 1850                    | 1900                    | 1950                    | 2000                    | 2010                    | 2020                    | 2023                    | 2024                    |
| Einwohner               | 201                     | 337                     | 292                     | 394                     | 660                     | 692                     | 690                     | 696                     | 715                     |

## Politik
Bei den Schweizer Parlamentswahlen 2023 betrugen die Wähleranteile in Blauen: SVP 33,6 % (2019 31,7 %), Mitte 22,4 % (21,0 %), SP 12,2 % (16,7 %), FDP 11,4 % (8,5 %), Grüne 8,3 % (16,5 %), glp 7,1 % (3,7 %), EVP 1,5 % (0,9 %), EDU 1,1 % (–).

## Wirtschaft und Verkehr
Die Gemeinde bietet verschiedene örtliche Dienstleistungen an und umfasst wenige lokale Unternehmen.
Anschluss an die Aussenwelt hat die Gemeinde mit der Postauto-Linie 119.
- 119 Laufen, Bahnhof – Dittingen – Blauen – Zwingen – Nenzlingen, Dorfplatz

In Zwingen besteht Anschluss an die Linie S 3 der S-Bahn Basel (nach Basel – Liestal – Olten und Laufen – Delsberg – Pruntrut). In Laufen besteht zusätzlich Anschluss an den 51 nach Biel/Bienne bzw. Basel SBB und an diverse weitere Buslinien.

## Kultur
Mit über 10 Vereinen ist Blauen in Relation zur Anzahl Einwohnerinnen und Einwohner eine vereinsaktive Gemeinde. Dazu zählen u. a. folgende Vereine: Musikverein, Kirchenchor, Theatergruppe, Turn- und Sportverein, Natur- und Vogelschutzverein und Feldschützengesellschaft.
Musikverein Blauen
Der Musikverein Blauen wurde im Jahr 1914 gegründet und ist dem Musikverband beider Basel MVBB angeschlossen. Zu den Jahreshighlights zählen ein kantonaler Musiktag, ein Frühjahrs- und Herbstkonzert und ein Adventskonzert. Ausserdem spielt der Verein an der 1.-August-Feier und am Banntag zur Musik auf.
Theatergruppe Blauen
Blauen blickt auf eine lange Theatertradition zurück. In den 1920er-Jahren wurde in Dorfsälen oder im Schulhaus gespielt. Einen Aufschwung erlebte das Theater mit der Eröffnung der Mehrzweckhalle im Jahr 1987. Im selben Jahr fanden Theaterinteressierte zusammen, die schliesslich im Januar 1989 den Schwank Der fidele Strohwitwer in der Halle aufführten. Die im März 1989 gegründete «Theatergruppe Blauen» führt seitdem jährlich ein Theaterstück auf (pandemiebedingt ohne die Jahre 2020 bis 2022). Im Jahr 2023 wurde der Schwank Eimol New York gezeigt, im Jahr 2024 das Kriminallustspiel Der Fall Vogelmeise.

## Sehenswürdigkeiten
- Dorfkern

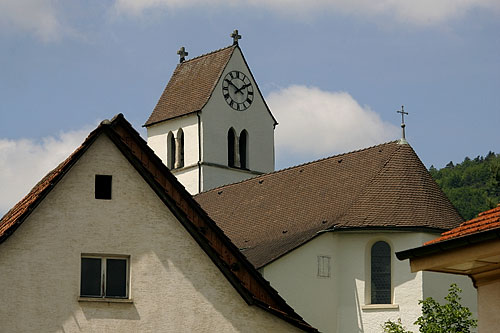
Pfarrkirche St. Martin

- Pfarrkirche St. Martin aus dem Jahr 1745
- St.-Wendelins-Kapelle im Hofgut Kleinblauen aus dem Jahr 1666. (Jeweils am 20. Oktober jährt sich der Namenstag des heiligen Wendelin. Ist es ein Sonntag, so findet dann eine Bauernwallfahrt mit Gottesdienst statt. Fällt der 20. Oktober nicht auf einen Sonntag, findet das Fest am darauffolgenden Sonntag statt.)
- Naturschutzgebiet Blauenweide